# そして初恋が妹になる
『そして初恋が妹になる』（そしてはつこいがいもうとになる）は、2016年5月27日にALcotハニカムより発売された18禁美少女アドベンチャーゲーム。略称は「はつがまい」。
同ブランドの作品『春季限定ポコ・ア・ポコ!』、『あえて無視するキミとの未来』の数年後を舞台としている。

## あらすじ
「お前、俺の妹にならないか？」
母親から虐待され、住む家を追われて辿り着いた橋の下で、時谷一春は同じ境遇の忍という少女と出会い、偽の兄妹となった。
それから10年。複数のアルバイトを掛け持ちしながら美柿野学園に通う一春は、謎の少女と出会う。翼と名乗るその少女は、昔虐待されて家を出て行った兄を探していると言うのだった。一方では、美柿野学園の突然の廃校、仲間と暮らす美柿野寮の閉鎖が決定する。“青春してる場合じゃない若者たちの青春劇”が始まった。

## 登場人物
（出典：）

### 主人公
時谷 一春（ときたに かずはる）
声 - 須賀紀哉（ドラマCD）
本作の主人公。幼い頃に母親から虐待され、家出した。
忍と共に多々良泰然に保護され、養子となっているが、母親から投げつけられた灰皿による傷跡は今も額に残っており、実の親から愛されなかったトラウマは自己評価を極端に低くしている。
美柿野寮に暮らしているが、泰然からのその他の支援は謝絶している。空港倉庫の仕分け、大衆食堂の調理等のアルバイトを掛け持ちして生活費を稼いでおり、青春らしい青春ができずにいる。学園は卒業さえできればよいという考えで、成績はあまり芳しくない。
食料を盗もうとして捕まった幼い日、自分を助けようとしてくれた少女が初恋の相手。

### メインヒロイン
時谷 忍（ときたに しのぶ）
声 - 奏雨
美柿野学園の2年生で、人望の厚い生徒会長。一春とはアイコンタクトだけで長文の会話ができる間柄。
一春の双子の妹ということになっているものの、実はまったく血の繋がりのない他人。橋の下で生活していた頃、生きるための犯罪行為を全て引き受けて、自分には最後まで一線を越えさせなかった一春に多大な恩を感じている。
ファミレスのアルバイトをしているが、勉学をおろそかにすることはなく、成績は非常に優秀。
宮本 遊花（みやもと ゆうか）
声 - 羽鳥いち
忍と兄妹になってから一年後に出会った、一春の幼なじみ。一春からは「遊」と呼ばれている。
雑誌のグラビアアイドルをやっており、将来は女優になるのが夢。実家は労働者向けの大衆食堂「さんばん亭」を営んでおり、一春のバイト先の一つとなっている。美柿野寮で暮らすようになるが、芸能界入りに反対する両親に反発しているだけであって、まともな家庭で育った唯一の仲間である。
女優を目指すことには、一春もどちらかといえば反対だが、狡さが足りない・素直すぎる等のアドバイスはしている。
田中 寧々子（たなか ねねこ）
声 - 小林由依
美柿野学園の3年生で、一春のバイト先の一つである空港倉庫の先輩。
昔、家が窮乏していた頃、家族は離散状態となり、寧々子も一年ほど施設に預けられていた。『あえて無視するキミとの未来』に登場した田中流々は七歳年上の姉である。流々の頑張りにより、田中家は再び一緒に暮らせるようになっている。
学園とアルバイトの傍ら、恩返しも兼ねて、昔世話になった施設でボランティアをしている。
川津 翼（かわつ つばさ）
声 - 美月
内向的な性格だが、芯は強く気丈な一面も持っている謎の美少女。
実の兄の手がかりを見つけるため美柿野学園に連日忍び込み、他校の生徒であったため騒動を引き起こした。両親に捨てられ、預けられた親戚の家でも虐待を受けていたため、一春が妹にしてしまう。実は一春の初恋の子。前の学園では放送部に在籍していたため、機材の扱いに詳しい。
パニックになると幼児化する。ALcotハニカムの4代目「駄妹」。
企画・シナリオを担当した瀬尾順は、『そして初恋が妹になる』というタイトルがまずあり、そこから内容を逆算して制作したと述べている。

### サブキャラクター
多々良 真奈美（たたら まなみ）
声 - 榊原ゆい
美柿野寮の寮監の娘で、寮からランドセルを背負って学校に通っている。関西弁を話す。
両親が失踪してしまい心を閉ざしていたが、一春に懐くようになり、本来の明るさを取り戻した。
泰然の孫娘であり、『春季限定ポコ・ア・ポコ!』に登場した多々良真奈は従姉にあたる。
南野 昌平（みなみの しょうへい）
声 - 静陵聖
一春の幼なじみで、一見チャラく見られがちだが、実は友情に厚い男気のある少年。
南野建設という名前の実家はヤクザであり、そのことを嫌って家を出ている。
多々良 泰然（たたら たいぜん）
声 - 一条和矢
美柿野学園の学園長。一春と忍の保護者であり、真奈美と真奈の祖父。
他にも複数の学園を経営しており、『春季限定ポコ・ア・ポコ!』の舞台となった瑞穂学園もその一つ。数億の借金を抱える友人の保証人になっていたが、友人が失踪してしまい、返済のため美柿野学園の土地を手放さなければならなくなった。
一春とは仲がよく、しばしばプロレスごっこをしている。仕事時以外はジャージで過ごす。

### ドラマCDの登場人物
多々良 真奈（たたら まな）
声 - 理多
泰然の孫娘。瑞穂学園を卒業しており、ドイツの有名な楽団で指揮者をしている。テレビのCMにも出演している有名人。
？？？
声 - 星リルカ
旅先の旅館に出没する幽霊。

## スタッフ
- ディレクター : 時乃
- 企画 : 瀬尾順
- シナリオ : 瀬尾順、桜城十萌
- 原画 : 空維深夜
- SD原画 : あおなまさお
- CG仕上げ : くない瓜
- 楽曲制作 : Peak A Soul+
- プロデューサー : 宮蔵

## 主題歌
オープニングテーマ「初めての恋よ 咲き誇れ！」
作詞：lotta、作曲：東タカゴー、編曲：東タカゴー、歌：榊原ゆい
エンディングテーマ「続く空、キミとずっと。」
作詞：lotta、作曲：chokix、編曲：chokix、歌：榊原ゆい

## 関連商品

### サウンドトラック
音楽CD2枚組。主題歌2曲とゲーム内で使用された全BGMの合計35曲を収録。電気外祭り2016 SUMMER in 浅草で販売された。
| #         | タイトル                                            | 作詞      | 作曲         | 時間 |
| --------- | --------------------------------------------------- | --------- | ------------ | ---- |
| 1.        | 「Teenage map」                                     |           | Peak A Soul+ | 2:06 |
| 2.        | 「今日の僕らも」                                    |           | Peak A Soul+ | 2:17 |
| 3.        | 「君のいる風景」                                    |           | Peak A Soul+ | 2:35 |
| 4.        | 「にやにやにんまり」                                |           | Peak A Soul+ | 2:03 |
| 5.        | 「かしましタイム」                                  |           | Peak A Soul+ | 2:03 |
| 6.        | 「背中に哀愁……」                                    |           | Peak A Soul+ | 2:10 |
| 7.        | 「オレンジ色の空を仰ぎ」                            |           | Peak A Soul+ | 2:21 |
| 8.        | 「月明かり、夜風に吹かれて」                        |           | Peak A Soul+ | 2:09 |
| 9.        | 「爽風のような」                                    |           | Peak A Soul+ | 1:58 |
| 10.       | 「いつだって上機嫌」                                |           | Peak A Soul+ | 2:07 |
| 11.       | 「お姉さんはご機嫌ナナメ」                          |           | Peak A Soul+ | 2:08 |
| 12.       | 「ツバサ」                                          |           | Peak A Soul+ | 2:11 |
| 13.       | 「二人の距離」                                      |           | Peak A Soul+ | 2:40 |
| 14.       | 「Dreams and reality」                              |           | Peak A Soul+ | 2:27 |
| 15.       | 「背中を預けて」                                    |           | Peak A Soul+ | 2:12 |
| 16.       | 「雨に濡れた小鳥」                                  |           | Peak A Soul+ | 2:12 |
| 17.       | 「初恋」                                            |           | Peak A Soul+ | 1:53 |
| 18.       | 「初めての恋よ 咲き誇れ！ game ver.」(歌：榊原ゆい) | lotta     | 東タカゴー   | 1:53 |
| 合計時間: | 合計時間:                                           | 合計時間: | 39:25        |      |
| #         | タイトル                                            | 作詞      | 作曲         | 時間 |
| --------- | --------------------------------------------------- | --------- | ------------ | ---- |
| 1.        | 「隣合わせの影」                                    |           | Peak A Soul+ | 2:41 |
| 2.        | 「昨日のキズアト」                                  |           | Peak A Soul+ | 2:17 |
| 3.        | 「果てしない闇」                                    |           | Peak A Soul+ | 2:15 |
| 4.        | 「手に剣を、胸に想いを」                            |           | Peak A Soul+ | 2:28 |
| 5.        | 「君だから……」                                      |           | Peak A Soul+ | 2:33 |
| 6.        | 「震える肩」                                        |           | Peak A Soul+ | 2:18 |
| 7.        | 「重なる僕と君」                                    |           | Peak A Soul+ | 2:37 |
| 8.        | 「痛みすら優しさに変えて」                          |           | Peak A Soul+ | 2:10 |
| 9.        | 「見果てぬ夢」                                      |           | Peak A Soul+ | 1:59 |
| 10.       | 「咲き誇れ！」                                      |           | Peak A Soul+ | 3:30 |
| 11.       | 「続く空、キミとずっと。 game ver.」(歌：榊原ゆい)  | lotta     | chokix       | 2:11 |
| 12.       | 「さよなら、せーしゅん。」                          |           | Peak A Soul+ | 2:43 |
| 13.       | 「そして初恋が妹になる」                            |           | Peak A Soul+ | 2:35 |
| 14.       | 「初めての恋よ 咲き誇れ！ full ver.」(歌：榊原ゆい) | lotta     | 東タカゴー   | 4:15 |
| 15.       | 「続く空、キミとずっと。 full ver.」(歌：榊原ゆい)  | lotta     | chokix       | 5:09 |
| 16.       | 「初めての恋よ 咲き誇れ！ karaoke ver.」            |           | 東タカゴー   | 4:15 |
| 17.       | 「続く空、キミとずっと。 karaoke ver.」             |           | chokix       | 5:07 |
| 合計時間: | 合計時間:                                           | 合計時間: | 51:03        |      |

### ドラマCD
イベント「電気外祭り2016 SUMMER in 浅草」にて販売された商品になります。
あらすじ
- 第1話：多々良泰然が美柿野寮の面々を一泊二日の温泉旅行に連れていく。宿に泊まった一春の前に三人目の“妹”が現れる。
- 第2話：頼りない泰然にこれ以上従妹の真奈美を任せておけないと、多々良真奈が来日する。

キャスト
時谷一春：須賀紀哉
時谷忍：奏雨
宮本遊花：羽鳥いち
田中寧々子：小林由依
川津翼：美月
多々良真奈美：榊原ゆい
南野昌平：静陵聖
多々良泰然：一条和矢
多々良真奈：理多
幽霊：星リルカ

### その他商品
そして初恋が妹になる オリジナル原画集
全54頁。電気外祭り2016 SUMMER in 浅草で販売された。
川津翼 抱き枕カバー
電気外祭り2016 SUMMER in 浅草で販売された。